# Gottfried Hofer von Lobenstein
Gottfried Hofer von Lobenstein (* 1665; † 22. Februar 1732 in Leitmeritz) war ein römisch-katholischer Geistlicher und Generalvikar des Bistums Leitmeritz sowie Domdekan in Leitmeritz.
Gottfried Freiherr Hofer von Lobenstein, aus der adligen Familie Hofer von Lobenstein aus Lobenstein stammend und Doctor theologiae, war zunächst ab 1700 Dechant in Budin an der Eger, später Stadtdekan von Leitmeritz. 1715 wurde er von Hugo Franz von Königsegg-Rothenfels, Bischof von Leitmeritz zum Kanoniker des Domkapitels der Kathedrale St. Stephan ernannt. In den Jahren 1715 bis 1720 war er Generalvikar des Bistums Leitmeritz. 1722 wurde er zum Dekan des Domkapitels gewählt und von Bischof Johann Adam Wratislaw von Mitrowitz bestätigt; er war bis zu seinem Tode im Amt. 